# Католицька ліга (Німеччина)

Прапор Католицької ліги — Діва Марія на тлі баварського прапора.

Като́лицька лі́га (лат. Liga Catholica нім. Katholische Liga) — конфедерація римо-католицьких німецьких держав Священної Римської імперії у 1609—1635 роках. Протидіяла німецькій Протестантській (Євангельській) унії, заснованій 1608 року. Створена в Мюнхені, за ініціативи герцога Баварського Максиміліана I. Одна з найбільших католицьких міждержавних організацій першої половини XVII століття. Мала значну армію, що здобула низку перемог протягом Тридцятирічної війни 1618—1648 років. Розпущена згідно з умовами Празького миру.

## Історія

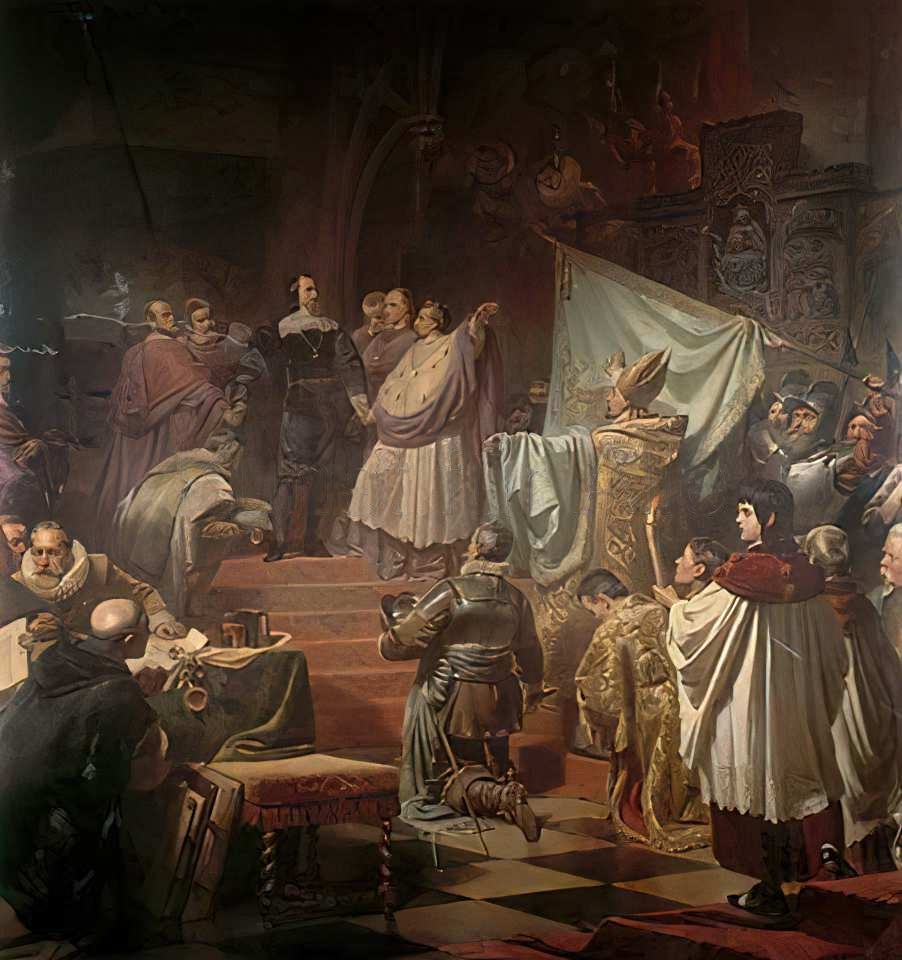
Заснування Ліги в Мюнхені.

Католицька ліга була проголошена 10 липня 1609 року в Мюнхені, у баварському парламенті, за ініціативи герцога Баварського Максиміліана. Метою організації визначався захист католицької віри та громадянського миру у Священній Римській імперії. Зразком для цієї Ліги послужила французька Католицька ліга 1576 року. Разом з Баварією в організації об'єднались духовні князівства — єпископство Кельна, Тріра, Майнца і Вюрцбурга. Водночас архієпископство Зальцбурзьке і ряд інших католицьких князівств до Ліги не увійшли. 
Первісно Ліга діяла політичними методами, вела переговори із членами Протестантської унії. Через неуспішність переговорів й загострення суперечностей між обома організаціями спалахнув конфлікт, що став початком Тридцятирічної війни. За матеріальної допомоги Іспанії Католицька ліга сформувала власне військо на чолі з тіллійським графом Йоганном Церкласом, а також уклала союз з імператором Фердинандом II.
Війська Католицької ліги здобули перемоги у чеський (1618—1625) і данський (1625—1629) періоди війни. Її вплив зменшився під час діяльності імперського полководця Альбрехта Валленштейна, якого було усунуто 1630 року, після видання Реституційного едикту 1629 року. В 1631—1632 роках війська Католицькіої ліги зазнали поразок від протестантських військ шведського короля Густава II Адольфа. 
30 травня 1635 року, після укладання Празького миру Католицька ліга була ліквідована за умовами мирного договору.

## Члени
- Баварське герцогство
- Майнцьке архієпископство (курфюрство)
- Кельнське архієпископство (курфюрство)
- Трірське архієпископство (курфюрство)
- Констанцьке єпископство (князівство)
- Аугсбурзьке єпископство (князівство)
- Пассауське єпископство (князівство)
- Вюрцбурзьке єпископство (князівство)
- Вормське єпископство (князівство)
- Страсбурзьке єпископство (князівство)
- Айхшеттське єпископство (князівство)
- Шпаєрське єпископство (князівство)
- Елльвангенське абатство (князівство)
- Кемптенське абатство (князівство)

## Голови
Світська влада

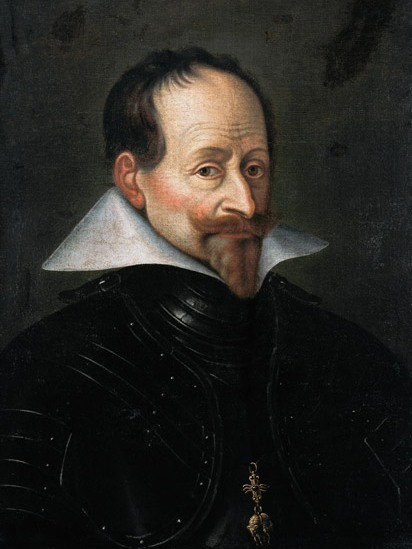
Максиміліан І Баварський.

- 1609—1635: Максиміліан I Баварський, баварський герцог

Духовна влада
- 1609–1626: Йоганн Швейкгард фон Кронберг, Майнцький архієпископ-курфюст
- 1626—1629: Геогр Фрідріх фон Грейффенклау, Майнцький архієпископ-курфюст
- 1629—1635: Анзельм Казимир Вамбольд фон Умштадт, Майнцький архієпископ-курфюст

## Командувачі
- 1610–1632: Йоганн Церклас Тіллі, тіллійський граф
- 1632—1634: Йоганн фон Альдрінген, альдрінгенський граф